# تپه قهوه‌خانه ملقرنی
تپه قهوه‌خانه ملقرنی مربوط به دوران پیش از تاریخ ایران باستان است و در شهرستان سقز، روستای ملقرنی واقع شده و این اثر در تاریخ ۱۰ دی ۱۳۸۱ با شمارهٔ ثبت ۶۸۵۹ به‌عنوان یکی از آثار ملی ایران به ثبت رسیده است.